# HD172696
HD172696 — хімічно пекулярна зоря спектрального класу B9, що має видиму зоряну величину в смузі V приблизно  7,1.
Вона  розташована на відстані близько 1647,3 світлових років від Сонця.

## Пекулярний хімічний склад
Зоряна атмосфера HD172696 має підвищений вміст 
Si
.